# Dirka po Sloveniji 2008
Dirka po Sloveniji 2008 je bila petnajsta izvedba Dirke po Sloveniji. To je bila etapna dirka UCI Europe Tour (2.1), ki je potekala od 11. do 14. junija 2008, v skupni dolžini 620 kilometrov.
Dirko je zmagal je Jure Golčer (LPR Brakes), drugi Franco Pellizotti in tretji Robert Kišerlovski. 
Nosilci preostalih majic so bili: Enrico Rossi najboljši po točkah (modra), Mitja Mahorič na gorskih ciljih (pikčastɑ), najboljši mladi kolesar je bil Robert Kišerlovski in ekipno najbolši Perutnina Ptuj.

## Ekipe
Dirko je začelo 122 kolesarjev iz 16 ekip, od tega jo je končalo 87 kolesarjev.

### Pro Tour
- Lampre
- Liquigas

### Pro Continental
- Acqua & Sapone–Caffè Mokambo
- LPR Brakes-Ballan
- NGC Medical–OTC Industria Porte
- Elk Haus–Simplon
- PSK Whirlpool–Author
- Diquigiovanni–Androni

### Continental
- Perutnina Ptuj
- Sava
- Adria Mobil
- Radenska–KD Financial Point
- Miche–Silver Cross
- Amica Chips-Knauf
- Centri della Calzatura-Partizan

### Državna reprezentanca
- Hrvaška

## Trasa in etape
| Etapa  | Datum     | Trasa                 | Dolžina       | Disciplina    | Disciplina      | Zmagovalec        |
| ------ | --------- | --------------------- | ------------- | ------------- | --------------- | ----------------- |
| 1      | 11. junij | Ljubljana – Postojna  | 161 km        |               | razgibana etapa | Claudio Cucinotta |
| 2      | 12. junij | Piran – Koper         | 179 km        |               | hribovska etapa | Radoslav Rogina   |
| 3      | 13. junij | Škofja Loka – Krvavec | 123 km 153 km |               | gorska etapa    | Jure Golčer       |
| 4      | 14. junij | Celje – Novo mesto    | 157 km        |               | razgibana etapa | Francesco Chicchi |
| Skupaj | Skupaj    | 620 km 650 km         | 620 km 650 km | 620 km 650 km | 620 km 650 km   | 620 km 650 km     |

## Razvrstitev vodilnih
| Etapa          | Zmagovalec        | Skupno            | Po točkah         | Gorski cilji  | Mladi kolesarji    | Ekipno                          |
| -------------- | ----------------- | ----------------- | ----------------- | ------------- | ------------------ | ------------------------------- |
| 1              | Claudio Cucinotta | Claudio Cucinotta | Claudio Cucinotta | Kristjan Fajt | Björn Thurau       | NGC Medical–OTC Industria Porte |
| 2              | Radoslav Rogina   | Claudio Cucinotta | Claudio Cucinotta | Mitja Mahorič | Björn Thurau       | Perutnina Ptuj                  |
| 3              | Jure Golčer       | Jure Golčer       | Enrico Rossi      | Jure Golčer   | Robert Kišerlovski | Perutnina Ptuj                  |
| 4              | Francesco Chicchi | Jure Golčer       | Enrico Rossi      | Jure Golčer   | Robert Kišerlovski | Perutnina Ptuj                  |
| Končni nosilci | Končni nosilci    | Jure Golčer       | Enrico Rossi      | Mitja Mahorič | Robert Kišerlovski | Perutnina Ptuj                  |

## Končna razvrstitev
| Legenda | Legenda                      | Legenda | Legenda                          |
| ------- | ---------------------------- | ------- | -------------------------------- |
|         | Zmagovalec skupnega seštevka |         | Zmagovalec gorskih ciljev        |
|         | Zmagovalec po točkah         |         | Zmagovalec med mladimi kolesarji |

### Skupno
| Uvr. | Kolesar            | Ekipa              | Čas         |
| ---- | ------------------ | ------------------ | ----------- |
| 1.   | Jure Golčer        | LPR Brakes         | 15h 06' 19" |
| 2.   | Franco Pellizotti  | Liquigas           | + 13"       |
| 3.   | Robert Kišerlovski | Adria Mobil        | + 29"       |
| 4.   | Radoslav Rogina    | Perutnina Ptuj     | + 43"       |
| 5.   | Simon Špilak       | Lampre             | + 51"       |
| 6.   | Przemysław Niemiec | Miche              | + 1' 00"    |
| 7.   | Grega Bole         | Adria Mobil        | + 1' 06"    |
| 8.   | Matija Kvasina     | Perutnina Ptuj     | + 1' 10"    |
| 9.   | Luca Zanasca       | Calzatura Partizan | + 1' 37"    |
| 10.  | Ruslan Podgornij   | LPR Brakes         | + 1' 46"    |

### Po točkah
| Uvr. | Kolesar           | Ekipa          | Točke |
| ---- | ----------------- | -------------- | ----- |
| 1.   | Enrico Rossi      | Medical - OTC  | 54    |
| 2.   | Francesco Chicchi | Liquigas       | 39    |
| 3.   | Radoslav Rogina   | Perutnina Ptuj | 37    |
| 4.   | Jure Kocjan       | Perutnina Ptuj | 30    |
| 5.   | Claudio Cucinotta | LPR Brakes     | 27    |
| 6.   | Simone Cadamuro   | Nippo-Endeka   | 27    |
| 7.   | Jure Golčer       | LPR Brakes     | 25    |
| 8.   | Mitja Mahorič     | Perutnina Ptuj | 24    |
| 9.   | Alberto Curtolo   | Liquigas       | 21    |
| 10.  | Franco Pellizotti | Liquigas       | 20    |

### Gorski cilji
| Uvr. | Kolesar            | Ekipa          | Točke |
| ---- | ------------------ | -------------- | ----- |
| 1.   | Mitja Mahorič      | Perutnina Ptuj | 15    |
| 2.   | Jure Golčer        | LPR Brakes     | 12    |
| 3.   | Kristjan Fajt      | Perutnina Ptuj | 9     |
| 4.   | Franco Pellizotti  | Liquigas       | 8     |
| 5.   | Robert Kišerlovski | Adria Mobil    | 6     |

### Mladi kolesarji
| Uvr. | Kolesar            | Ekipa          | Čas         |
| ---- | ------------------ | -------------- | ----------- |
| 1.   | Robert Kišerlovski | Adria Mobil    | 15h 06' 48" |
| 2.   | Simon Špilak       | Lampre         | + 22"       |
| 3.   | Blaž Furdi         | Sava           | + 3' 22"    |
| 4.   | Andi Bajc          | Radenska KD FT | + 4' 55"    |
| 5.   | Jakub Danačík      | PSK Whirlpool  | + 9' 38"    |

### Ekipno
| Uvr. | Ekipa              | Čas         |
| ---- | ------------------ | ----------- |
| 1.   | Perutnina Ptuj     | 45h 23′ 00″ |
| 2.   | Miche              | + 2′ 38″    |
| 3.   | Liquigas           | + 2′ 43″    |
| 4.   | Radenska KD FT     | + 5′ 54″    |
| 5.   | Elk Haus - Simplon | + 6′ 09″    |
| 6.   | Adria Mobil        | + 7′ 04″    |
| 7.   | Calzatura-Partizan | + 7′ 13″    |
| 8.   | PSK Whirlpool      | + 9′ 32″    |
| 9.   | Sava               | + 13′ 09″   |
| 10.  | LPR Brakes         | + 15′ 51″   |